# Lückersdorf-Gelenau
Lückersdorf-Gelenau ist ein Ortsteil der Stadt Kamenz. Er liegt im Südwesten des Gemeindegebietes und besteht aus den Dörfern Lückersdorf, Gelenau und Hennersdorf.
Lückersdorf-Gelenau entstand 1957 zunächst als Gemeinde durch die Fusion von Lückersdorf und Gelenau. 1979 wurde Hennersdorf eingemeindet, bevor die drei Dörfer 1999 schließlich ein Ortsteil der Stadt Kamenz wurden.